# Skogtjärnen, Dalarna
Skogtjärnen är en sjö i Gagnefs kommun i Dalarna och ingår i Dalälvens huvudavrinningsområde. Sjön har en area på 0,0649 kvadratkilometer och ligger 218,1 meter över havet.

## Delavrinningsområde
Skogtjärnen ingår i det delavrinningsområde (671571-145697) som SMHI kallar för Inloppet i Myrtjärnen. Medelhöjden är 249 meter över havet och ytan är 1,72 kvadratkilometer. Det finns ett avrinningsområde uppströms, och räknas det in blir den ackumulerade arean 4,94 kvadratkilometer. Vattendraget som avvattnar avrinningsområdet har biflödesordning 3, vilket innebär att vattnet flödar genom totalt 3 vattendrag innan det når havet efter 249 kilometer. Avrinningsområdet består mestadels av skog (83 procent). Avrinningsområdet har 0,07 kvadratkilometer vattenytor vilket ger det en sjöprocent på 3 procent.